# Fredrik Wilhelm Gomnaes
Fredrik Wilhelm Gomnaes (* 4. April 1868 in Ringerike; † 28. August 1925 in Oslo) war ein norwegischer Komponist.
Gomnaes war Schüler von Iver Holter und studierte in Berlin. Er wurde Cellist im Theaterorchester von Christiania und wirkte dann als Militärkapellmeister und Leiter von Männergesangsvereinen in Hamar, Bergen und Oslo. Er komponierte eine Sinfonie, Stücke für Männerchor, Lieder, Orgelfugen und Militärmärsche.